# Juglasaleyrodes orstomensis
Juglasaleyrodes orstomensis es un hemíptero de la familia Aleyrodidae, subfamilia Aleyrodinae.
Juglasaleyrodes orstomensis fue descrita científicamente por primera vez por Cohic en 1966.